# 로스앤젤레스 더비
로스앤젤레스 더비(Los Angeles Derbies) 미국 로스앤젤레스 대도시권을 연고지로 하는 여러 축구 클럽들의 지역 더비 경기를 가리키 클럽들간의 경기 뿐만 아니라 클럽과 팬들간의 라이벌 관계를 가리키기도 단어이기도 하다.
MLS 소속의 로스앤젤레스 갤럭시와 로스앤젤레스 FC와의 엘트라피코가 대표적이다.

## 로스앤젤레스 대도시권을 연고지로 하는 클럽
2018 시즌을 기준으로 다음과 같다.
| 리그 | 팀                                   |
| ---- | ------------------------------------ |
| MLS  | 로스앤젤레스 갤럭시, 로스앤젤레스 FC |

## 주요 더비
- 엘트라피코 (El Tráfico)

로스앤젤레스 갤럭시와 로스앤젤레스 FC과의 더비로 2018년 3월 31일 첫경기를 가졌다.

## 과거 더비
- 슈퍼클라시코 (en:SuperClasico)

로스앤젤레스 갤럭시와 치바스 USA와의 더비이다.
2008년 시작하여 치바스 USA의 해체로 2014년을 끝으로 막을 내렸다.